# F1 2013 (videójáték)
Az F1 2013 egy autóverseny-szimulátor, melyet a Codemasters fejlesztett. Az EGO motor harmadik verzióját használó játékot 2013. július 15-én jelentették be és 2013. október 4-én adták ki. Mivel a játék hivatalos licenc alapján készült, így megtalálható benne a 2013-as szezon összes csapata és versenyzője. Ezek mellett található még benne 10 ikonikus versenyző, 5 legendás autó valamint 2 pálya (Brands Hatch, Jerez) a 80-as évekből. A játék Classic Edition változata 7 versenyzőt, 6 autót és plusz 2 pályát (Imola, Estoril) tartalmaz a 90-es évekből. Ahogy a klasszikus autókkal lehet régi (erről gondoskodik az F1 Classics játékmód) vagy modern pályákon versenyezni, úgy lehet a modern autókkal régi vagy modern pályákon is versenyezni.

## Újdonságok
Az előző, F1 2012 játékhoz képest a következő újdonságok kerültek a játékba:
- Új játékmódok
- Továbbfejlesztett fizikai motor
- Frissített pályák, intelligensebb MI
- Továbbfejlesztett többjátékos mód és teljes RaceNet támogatás
- Kiegészített Fiatal Pilóták Tesztje

## Csapatok, pilóták
| Csapatok                      | Pilóták             |
| ----------------------------- | ------------------- |
| Infiniti Red Bull Racing      | Sebastian Vettel    |
| Infiniti Red Bull Racing      | Mark Webber         |
| Scuderia Ferrari              | Fernando Alonso     |
| Scuderia Ferrari              | Felipe Massa        |
| Vodafone McLaren Mercedes     | Jenson Button       |
| Vodafone McLaren Mercedes     | Sergio Pérez        |
| Lotus F1 Team                 | Kimi Räikkönen      |
| Lotus F1 Team                 | Romain Grosjean     |
| Mercedes AMG Petronas F1 Team | Nico Rosberg        |
| Mercedes AMG Petronas F1 Team | Lewis Hamilton      |
| Sauber F1 Team                | Nico Hülkenberg     |
| Sauber F1 Team                | Esteban Gutiérrez   |
| Sahara Force India F1 Team    | Paul di Resta       |
| Sahara Force India F1 Team    | Adrian Sutil        |
| Williams F1 Team              | Pastor Maldonado    |
| Williams F1 Team              | Valtteri Bottas     |
| Scuderia Toro Rosso           | Jean-Éric Vergne    |
| Scuderia Toro Rosso           | Daniel Ricciardo    |
| Caterham F1 Team              | Charles Pic         |
| Caterham F1 Team              | Giedo van der Garde |
| Manor Marussia F1 Team        | Jules Bianchi       |
| Manor Marussia F1 Team        | Max Chilton         |

|  | Alapcsomag része |  | Classic Edition része |

| Év   | Autó              | Pilóták            |
| ---- | ----------------- | ------------------ |
| 1976 | Ferrari 312 T2    | N/A                |
| 1976 | Ferrari 312 T2    | N/A                |
| 1980 | Williams FW07B    | Alan Jones         |
| 1980 | Williams FW07B    | Alain Prost        |
| 1986 | Team Lotus 98T    | Mario Andretti     |
| 1986 | Team Lotus 98T    | Emerson Fittipaldi |
| 1988 | Ferrari F1-87/88C | Gerhard Berger     |
| 1988 | Ferrari F1-87/88C | Michael Schumacher |
| 1988 | Team Lotus 100T   | Nakadzsima Szatoru |
| 1988 | Team Lotus 100T   | Mika Häkkinen      |
| 1988 | Williams FW12     | Nigel Mansell      |
| 1988 | Williams FW12     | Damon Hill         |
| 1992 | Ferrari F92 A     | Jean Alesi         |
| 1992 | Ferrari F92 A     | Ivan Capelli       |
| 1992 | Williams FW14B    | Nigel Mansell      |
| 1992 | Williams FW14B    | David Coulthard    |
| 1996 | Ferrari F310      | Michael Schumacher |
| 1996 | Ferrari F310      | Gerhard Berger     |
| 1996 | Williams FW18     | Damon Hill         |
| 1996 | Williams FW18     | Jacques Villeneuve |
| 1999 | Ferrari F399      | Eddie Irvine       |
| 1999 | Ferrari F399      | Jody Scheckter     |
| 1999 | Williams FW21     | Ralf Schumacher    |
| 1999 | Williams FW21     | Alain Prost        |

|  | Alapcsomag része, RaceNet szükséges |  | Alapcsomag része |  | 1990s Pack DLC |

## Versenypályák

### A 2013-as szezon versenypályái
| Verseny | Hivatalos név                       | Nagydíj            | Pálya                          | Város         | Pályarajz     |
| ------- | ----------------------------------- | ------------------ | ------------------------------ | ------------- | ------------- |
| 1       | Rolex Australian Grand Prix         | Ausztrál nagydíj   | Albert Park Grand Prix Circuit | Melbourne     | Melbourne     |
| 2       | Petronas Malaysia Grand Prix        | Maláj nagydíj      | Sepang International Circuit   | Kuala Lumpur  | Sepang        |
| 3       | UBS Chinese Grand Prix              | Kínai nagydíj      | Shanghai International Circuit | Sanghaj       | Sanghaj       |
| 4       | Gulf Air Bahrain Grand Prix         | Bahreini nagydíj   | Bahrain International Circuit  | Szahír        | Bahrein       |
| 5       | Gran Premio de España               | Spanyol nagydíj    | Circuit de Barcelona-Catalunya | Barcelona     | Barcelona     |
| 6       | Grand Prix de Monaco                | Monacói nagydíj    | Circuit de Monaco              | Monte-Carlo   | Monte-Carlo   |
| 7       | Grand Prix du Canada                | Kanadai nagydíj    | Circuit Gilles Villeneuve      | Montréal      | Montréal      |
| 8       | British Grand Prix                  | Brit nagydíj       | Silverstone Circuit            | Silverstone   | Silverstone   |
| 9       | Großer Preis von Deutschland        | Német nagydíj      | Nürburgring                    | Nürburg       | Nürburgring   |
| 10      | Magyar Nagydíj                      | Magyar nagydíj     | Hungaroring                    | Mogyoród      | Mogyoród      |
| 11      | Shell Belgian Grand Prix            | Belga nagydíj      | Circuit de Spa-Francorchamps   | Spa           | Spa           |
| 12      | Gran Premio d'Italia                | Olasz nagydíj      | Autodromo Nazionale di Monza   | Monza         | Monza         |
| 13      | Singapore Grand Prix                | Szingapúri nagydíj | Marina Bay Street Circuit      | Szingapúr     | Szingapúr     |
| 14      | Korean Grand Prix                   | Koreai nagydíj     | Korean International Circuit   | Yeongam       | South Jeolla  |
| 15      | Japanese Grand Prix                 | Japán nagydíj      | Suzuka Circuit                 | Szuzuka       | Suzuka        |
| 16      | Airtel Indian Grand Prix            | Indiai nagydíj     | Buddh International Circuit    | Greater Noida | Greater Noida |
| 17      | Etihad Airways Abu Dhabi Grand Prix | Abu-Dzabi nagydíj  | Yas Marina Circuit             | Abu-Dzabi     | Abu-Dzabi     |
| 18      | United States Grand Prix            | Amerikai nagydíj   | Circuit of the Americas        | Austin        | Austin        |
| 19      | Grande Prêmio do Brasil             | Brazil nagydíj     | Autódromo José Carlos Pace     | São Paulo     | São Paulo     |

|  | Alapcsomag része |  | Classic Edition része |

### Extra pályák
|   | Név                           | Helyszín             | Pályarajz    |
| - | ----------------------------- | -------------------- | ------------ |
| 1 | Circuito de Jerez-Ángel Nieto | Jerez de la Frontera | Jerez        |
| 2 | Brands Hatch Circuit          | Kent                 | Brands Hatch |
| 3 | Autodromo Enzo e Dino Ferrari | Imola                | Imola        |
| 4 | Autódromo do Estoril          | Estoril              | Estoril      |

|  | Alapcsomag része |  | Classic Tracks Pack DLC |